# Progressione del record mondiale del lancio del martello maschile
La voce seguente illustra la progressione del record mondiale del lancio del martello maschile di atletica leggera.
Il primo record mondiale maschile venne riconosciuto dalla federazione internazionale di atletica leggera nel 1913. Ad oggi, la World Athletics ha ratificato ufficialmente 45 record mondiali di specialità.

## Progressione
| Misura  | Atleta              | Nazione          | Luogo | Data              | Note |
| ------- | ------------------- | ---------------- | --- | ----------------- | ---- |
| 57,77 m | Patrick Ryan        | Stati Uniti      | New York, Stati Uniti | 17 agosto 1913    |      |
| 59,00 m | Erwin Blask         | Germania         | Stoccolma, Svezia | 27 agosto 1938    |      |
| 59,02 m | Imre Németh         | Ungheria         | Tata, Ungheria | 14 luglio 1948    |      |
| 59,57 m | Imre Németh         | Ungheria         | Katowice, Polonia | 4 settembre 1949  |      |
| 59,88 m | Imre Németh         | Ungheria         | Budapest, Ungheria | 19 maggio 1950    |      |
| 60,34 m | József Csermák      | Ungheria         | Helsinki, Finlandia | 24 luglio 1952    |      |
| 61,25 m | Sverre Strandli     | Norvegia         | Oslo, Norvegia | 14 settembre 1952 |      |
| 62,36 m | Sverre Strandli     | Norvegia         | Oslo, Norvegia | 5 settembre 1953  |      |
| 63,34 m | Michail Krivonosov  | Unione Sovietica | Berna, Svizzera | 29 agosto 1954    |      |
| 64,05 m | Stanislav Nyenashev | Unione Sovietica | [[File: Flag of the Soviet Union (1936 – 1955).svg\|class=noviewer\| Unione Sovietica (bandiera)\|border\|20x16px]] Baku, Unione Sovietica | 12 dicembre 1954  |      |
| 64,33 m | Michail Krivonosov  | Unione Sovietica | Varsavia, Polonia | 4 agosto 1955     |      |
| 64,52 m | Michail Krivonosov  | Unione Sovietica | Belgrado, Jugoslavia | 19 settembre 1955 |      |
| 65,85 m | Michail Krivonosov  | Unione Sovietica | Nal'čik, Unione Sovietica | 25 aprile 1956    |      |
| 66,38 m | Michail Krivonosov  | Unione Sovietica | Minsk, Unione Sovietica | 8 luglio 1956     |      |
| 67,32 m | Michail Krivonosov  | Unione Sovietica | Tashkent, Unione Sovietica | 22 ottobre 1956   |      |
| 68,54 m | Harold Connolly     | Stati Uniti      | Los Angeles, Stati Uniti | 2 novembre 1956   |      |
| 68,68 m | Harold Connolly     | Stati Uniti      | Bakersfield, Stati Uniti | 20 giugno 1958    |      |
| 70,33 m | Harold Connolly     | Stati Uniti      | Walnut, Stati Uniti | 12 agosto 1960    |      |
| 70,67 m | Harold Connolly     | Stati Uniti      | Palo Alto, Stati Uniti | 21 luglio 1962    |      |
| 71,06 m | Harold Connolly     | Stati Uniti      | Ceres, Stati Uniti | 29 maggio 1965    |      |
| 71,26 m | Harold Connolly     | Stati Uniti      | Walnut, Stati Uniti | 20 giugno 1965    |      |
| 73,74 m | Gyula Zsivótzky     | Ungheria         | Debrecen, Ungheria | 4 settembre 1965  |      |
| 73,76 m | Gyula Zsivótzky     | Ungheria         | Budapest, Ungheria | 14 settembre 1968 |      |
| 74,52 m | Romual'd Klim       | Unione Sovietica | Budapest, Ungheria | 15 giugno 1969    |      |
| 74,68 m | Anatolij Bondarčuk  | Unione Sovietica | Atene, Grecia | 20 settembre 1969 |      |
| 75,48 m | Anatolij Bondarčuk  | Unione Sovietica | Rivne, Unione Sovietica | 13 ottobre 1969   |      |
| 76,40 m | Walter Schmidt      | Germania Ovest   | Lahr, Germania Ovest | 4 settembre 1971  |      |
| 76,60 m | Reinhard Theimer    | Germania Est     | Lipsia, Germania Est | 4 luglio 1974     |      |
| 76,66 m | Aleksej Spiridonov  | Unione Sovietica | Monaco, Germania Ovest | 11 settembre 1974 |      |
| 76,70 m | Karl-Hans Riehm     | Germania Ovest   | Rehlingen, Germania Ovest | 19 maggio 1975    |      |
| 77,56 m | Karl-Hans Riehm     | Germania Ovest   | Rehlingen, Germania Ovest | 19 maggio 1975    |      |
| 78,50 m | Karl-Hans Riehm     | Germania Ovest   | Rehlingen, Germania Ovest | 19 maggio 1975    |      |
| 79,30 m | Walter Schmidt      | Germania Ovest   | Francoforte, Germania Ovest | 14 agosto 1975    |      |
| 80,14 m | Boris Zaychuk       | Unione Sovietica | Mosca, Unione Sovietica | 9 luglio 1978     |      |
| 80,32 m | Karl-Hans Riehm     | Germania Ovest   | Heidenheim, Germania Ovest | 6 agosto 1978     |      |
| 80,38 m | Jurij Sedych        | Unione Sovietica | Leselidze, Unione Sovietica | 16 maggio 1980    |      |
| 80,46 m | Jüri Tamm           | Unione Sovietica | Leselidze, Unione Sovietica | 16 maggio 1980    |      |
| 80,64 m | Jurij Sedych        | Unione Sovietica | Leselidze, Unione Sovietica | 16 maggio 1980    |      |
| 81,66 m | Sergej Litvinov     | Unione Sovietica | Soči, Unione Sovietica | 24 maggio 1980    |      |
| 81,80 m | Jurij Sedych        | Unione Sovietica | Mosca, Unione Sovietica | 31 luglio 1980    |      |
| 83,98 m | Sergej Litvinov     | Unione Sovietica | Mosca, Unione Sovietica | 4 giugno 1982     |      |
| 84,14 m | Sergej Litvinov     | Unione Sovietica | Mosca, Unione Sovietica | 21 giugno 1983    |      |
| 86,34 m | Jurij Sedych        | Unione Sovietica | Cork, Irlanda | 3 luglio 1984     |      |
| 86,66 m | Jurij Sedych        | Unione Sovietica | Tallinn, Unione Sovietica | 22 giugno 1986    |      |
| 86,74 m | Jurij Sedych        | Unione Sovietica | Stoccarda, Germania Ovest | 30 agosto 1986    |      |